# Hanns-Michael Schmidt
Hanns-Michael Schmidt (* 12. Juni 1944 in Bad Homburg vor der Höhe) ist ein deutscher Schauspieler und Moderator.

## Leben
Schmidt ist der Sohn des Schweizer Schauspielers Carl Bruno und der Frankfurter Kammersängerin Katrin Wölzl, die beide zuletzt an den Städtischen Bühnen Leipzig engagiert waren. Er wuchs in Leipzig auf und besuchte nach dem Abitur die Theaterhochschule „Hans Otto“ sowie das Schauspielstudio in Weimar und wirkte später zunächst am Theater in Nordhausen. Mit den beiden Hauptrollen in den DEFA-Spielfilmen Meine Freundin Sybille (1967) und Heißer Sommer (1968) wurde Hanns-Michael Schmidt auch im Film und im DDR-Fernsehen bekannt. Er blieb der Theaterbühne treu und übernahm ab 1982 gelegentlich auch wieder Film- und Fernsehrollen.
1978/79 moderierte er gemeinsam mit Sabine Fehse die Musikreihe Spreepartie des Fernsehens der DDR. Da einige Folgen dieser Reihe auch im Nachmittagsprogramm der ARD liefen, wurde Hanns-Michael Schmidt auch einem gesamtdeutschen Publikum bekannt.
Nach einer längeren Unterbrechung wurden 1994 die Aufführungen auf den Erfurter Domstufen wieder aufgenommen. Im Jahr 2000 konnte Hanns-Michael Schmidt dort einen wichtigen Erfolg in der Rolle des Jedermann feiern. Er verkörperte bis zur Schließung 2003 am Schauspielhaus der Städtischen Bühnen Erfurt ca. 120 Rollen, von denen nachfolgend nur ein Teil aufgeführt ist. Damit zählte er als Protagonist in Erfurt zu den wichtigsten Schauspielern. Im März 2012 stand Hanns-Michael Schmidt letztmalig in der Alten Oper in Erfurt als Theaterschauspieler auf der Bühne.

## Familie
Mit der Berliner Konzertagentin Maria Görtz hat Hanns-Michael Schmidt in erster Ehe zwei Söhne. Sein Sohn Thomas Schmidt ist Theatermanager und Hochschullehrer. Schmidts zweiter Sohn Marcus Lauterbach war Filmregisseur und arbeitet als Autor. Seit 1980 ist er mit der Maskenbildnerin Petra Schmidt, geb. Liebers, verheiratet. Ihr gemeinsamer Sohn Jan-Paul Schmidt arbeitet als Pressesprecher bei den Bayerischen Staatsforsten.

## Filmografie
- 1967: Meine Freundin Sybille
- 1968: Heißer Sommer
- 1968: Leben zu zweit
- 1982: Stimmung unterm Dach (Fernsehen)
- 1983: Fariaho
- 1987: Die letzte Begegnung (Fernsehen)
- 1987: Glück hat seine Zeit ... (Fernsehen)
- 1988: Bereitschaft Dr. Federau (Fernsehen)
- 1989: Johanna (Fernsehen)
- 1990: Barfuß ins Bett (Fernsehen)
- 1999: Vorsicht Falle! – Nepper, Schlepper, Bauernfänger (Fernsehen)
- 2002: Ninas Geschichte
- 2006: Polizeiruf 110: Bis dass der Tod euch scheidet (Fernsehen)
- 2007: Krimi.de (Fernsehen)
- 2008: Schloss Einstein (Fernsehen)

## Theater (Auswahl)
Städtische Bühnen Erfurt
- 1970: Friedrich Schiller: Don Carlos (Marquis von Posa) – Regie: Fritz Bennewitz
- 1970: Carlo Goldoni: Krach in Chiozza (Isidoro, Koadjutor der Gerichtskanzlei) – Regie: Detlef Espey
- 1970: Siegfried Pfaff: Regina B. – ein Tag in ihrem Leben (Anton Höllmichel) – Regie: Jörg Liljeberg
- 1971: William Shakespeare: Romeo und Julia (Mercutio) – Regie: Fritz Westphal
- 1971: Peter Ensikat: Gavroche (Marius, Student) – Regie Detlef Espey
- 1971: Armin Stolper: Zeitgenossen (Komsomolorganisator) – Regie: Fritz Westphal
- 1971: Arthur Miller: Tod eines Handlungsreisenden (Biff Loman) – Regie: Detlef Espey
- 1971: Seán O’Casey: Das Freudenfeuer für den Bischof (Pater Bohero) – Regie: Fritz Westphal
- 1972: William Shakespeare: Hamlet (Hamlet) – Regie: Fritz Westphal
- 1972: Rudi Strahl: Noch mal ein Ding drehen (Holms) – Regie: Karlheinz Welzel
- 1972: Armin Stolper: Amphitryon (Amphitryon) – Regie: Karlheinz Welzel
- 1972: Georgi Nachutzrischwili: Tschintschraka (Wesir) – Regie: Karlheinz Welzel
- 1973: Bertolt Brecht: Herr Puntila und sein Knecht Matti (Haché) – Regie: Dieter Steinke
- 1973: Ulrich Plenzdorf: Die neuen Leiden des jungen W. (Edgar) – Regie: Dieter Steinke
- 1973: Carlo Goldoni: La Donna di Garbo oder Liebe macht erfinderisch (Florindo) – Regie: Karlheinz Welzel
- 1973: Maxim Gorki: Nachtasyl (Wasjka Pepel) – Regie: Jefim Robertowitsch Chigerowitsch
- 1974: William Shakespeare: Komödie der Irrungen (Antipholus von Syrakus) – Regie: Lothar Ehrlich
- 1974: Ignati Dworezki: Der Mann von draußen (Tscheschkow) – Regie: Ekkehard Kiesewetter
- 1974: Peter Hacks: Die schöne Helena (Ajax 1) – Regie: Dieter Steinke
- 1974: Helmut Baierl: Frau Flinz (Anton) – Regie: Dieter Steinke
- 1974: Tibor Dery: Fiktiver Report über ein amerikanisches Popfestival – Ekkehard Kiesewetter
- 1975: Bertolt Brecht: Die Dreigroschenoper (Moritatensänger) – Regie: Dieter Steinke
- 1975: Robert Thomas: Die Falle (Abbé Maximin, junger Pfarrer) – Regie: Günther Müller
- 1975: Johann Wolfgang von Goethe: Iphigenie auf Tauris (Orest) – Regie: Ekkehard Kiesewetter
- 1976: Friedrich Hebbel: Maria Magdalena (Karl, Sohn des Tischlermeisters Anton) – Regie: Peter Handke
- 1976: Martin Hayneccius: Hans Pfriem oder Kühnheit zahlt sich aus (Paulus, Heiliger) – Regie: Klaus Schleiff
- 1976: Charles De Coster: Till (Till Eulenspiegel) – Regie: Peter Sodann (DDR-Erstaufführung)
- 1977: Peter Hacks: Adam und Eva (Gabriel) – Regie: Barbara Abend
- 1977: Harald Gerlach / Karlheinz Welzel: Haltet den Typ (Kabarett) – Regie: Karlheinz Welzel
- 1977: Stanisław Lem: Die Forschungsreise des Professors Tarantoga (Kalenusianer II, Angelizei-Offizier, Gelehrter I) – Regie: Dieter Steinke (DDR-Erstaufführung)
- 1977: Ariano Suassuna: Das Testament des Hundes (Spielmeister) – Regie: Ekkehard Kiesewetter
- 1978: Heinrich von Kleist: Der zerbrochne Krug (Walter, Gerichtsrat) – Regie: Fritz Westphal
- 1978: Lope de Vega: Die berühmte Komödie vom Galan Castrucho (Don Jorge, Leutnant) – Regie: Peter Sodann
- 1978: Bertolt Brecht: Flüchtlingsgespräche (Kalle) – Regie: Karlheinz Welzel
- 1978: Gotthold Ephraim Lessing: Minna von Barnhelm (Riecaut de la Martinière) – Regie: Barbara Abend
- 1979: Alonso Alegría: Die Überquerung des Niagara-Falls (Blondin) – Regie: Klaus Schleiff
- 1979: Harald Gerlach: Die Straße (Günther) – Regie: Barbara Abend
- 1980: Aristophanes: Lysistrate (Kinesias, Ehemann der Myrrhine, Athener) – Regie: Ekkehard Kiesewetter
- 1980: Jean Anouilh: Becket oder Die Ehre Gottes (2. englischer Baron) – Regie: Barbara Abend (DDR-Erstaufführung)
- 1981: Jürgen Groß: Match (Der Mann) – Regie: Klaus Schleiff
- 1981: Federico García Lorca: Die wundersame Schustersfrau (Bürgermeister) – Regie: Ekkehard Kiesewetter
- 1981: August Strindberg: Fräulein Julie (Jean, Bedienter) – Regie: Norbert Wendler
- 1981: William Shakespeare: Der Sturm (Alonso, König von Neapel) – Regie: Ekkehard Kiesewetter
- 1982: Georg Kreisler: Lola Blau (Sprecher) – Regie: Klaus Schleiff
- 1982: I. Karnauchowa / L. Brausewitsch: Die feuerrote Blume (Ungeheuer) – Regie: Norbert Wendler
- 1982: Michail Schatrow: Blaue Pferde auf rotem Grund (junger Mitarbeiter) – Regie: Ekkehard Kiesewetter
- 1982: Harald Gerlach: Held Ulysses (Ulysses) – Regie: Horst Ruprecht (Uraufführung)
- 1983: Joachim Knauth: Die Nachtigall (Almosengeber des glücklichen Freitags) – Regie: Christine Krüger
- 1983: Peter Ensikat: Dornröschen (König) – Regie: Norbert Wendler
- 1983: Johann Nestroy: Der Talisman (Monsieur Marquis) – Regie: Ekkehard Kiesewetter
- 1984: Arthur Laurents / Leonard Bernstein: West Side Story (Bernadao, The Sharks) – Regie: Manfred Straube
- 1984: Heiner Maaß / Peter M. Schneider: Die drei Musketiere (Aramis) – Regie: Klaus Schleiff
- 1985: William Shakespeare: Wie es euch gefällt (Orlando) – Regie: Klaus Stephan
- 1985: Alexander Galin: Retro oder Ich will zurück aufs Dach (Leonid) – Regie: Ekkehard Kiesewetter
- 1985: Heinrich Mann: Die traurige Geschichte von Friedrich dem Großen (Minister von Grumbkow) – Regie: Ekkehard Kiesewetter
- 1986: Arthur Kopit: Das Ende der Welt (Philip Stone) – Regie: Klaus Schleiff
- 1986: Ariane Mnouchkine: Mephisto (Júle) – Regie: Klaus Stephan
- 1986: Tschingis Aitmatow / Kaltai Muhamedshanow: Der Aufstieg auf den Fujijama (Ossipbai, Direktor eines Institutes) – Regie: Ekkehard Kiesewetter
- 1987: Christoph Hein: Lassalle fragt Herrn Herbert nach Sonja (Johann Baptist von Schweitzer) – Regie: Ekkehard Kiesewetter
- 1987: Wilhelm Schmidtboom: Der Graf von Gleichen (Graf von Gleichen) – Regie: Klaus Stephan
- 1988: Nikolai Wassiljewitsch Gogol: Der Revisor (Kreisrichter) – Regie: Ekkehardt Emig
- 1989: Johann Wolfgang von Goethe: Urfaust (Faust) – Regie: Matthias Brenner
- 1989: Georg Kaiser: Zwei Krawatten (Charles) – Regie: Klaus Schleiff
- 1989: Christoph Hein: Die Ritter der Tafelrunde (Parzival) – Regie: Klaus Stephan
- 1990: Nikolai Erdmann: Der Selbstmörder (Nikifor Arsentjewitsch Pugatschow) – Regie: Matthias Brenner
- 1990: Vaclav Havel: Sanierung (Bergmann, Projektleiter) – Regie: Klaus Stephan / Matthias Brenner
- 1991: Bertolt Brecht: Die Dreigroschenoper (Macheath, genannt Mackie Messer) – Regie: Klaus Stephan
- 1991: Samuel Beckett: Warten auf Godot (Pozzo) – Regie: Klaus Stephan
- 1991: Gerdt von Bassewitz: Peterchens Mondfahrt (Mann im Mond) – Regie: Marcus Everding
- 1992: Carl Zuckmayer: Der Hauptmann von Köpenick (Hauptmann von Schlettow) – Regie: Ekkehard Kiesewetter
- 1992: Klaus Stephan: Klappe zu, Affe tot (Walter/Egon) – Regie: Klaus Stephan
- 1992: Alan Jay Lerner / Frederik Loewe: My Fair Lady (Prof. Henry Higgins) – Regie: Frank Bernd Gottschalk
- 1992: Brendan Behan: Die Geisel (Pat, veteran der illegalen irischen Freiheitsarmee – I.R.A.) – Regie: Christina Emig-Könning
- 1993: Friedrich Schiller: Die Räuber (Grimm, Libertiner) – Regie: Klaus Stephan
- 1993: Bertolt Brecht: Der gute Mensch von Sezuan (1. Gott) – Regie: Klaus Stephan
- 1993: Ariel Dorfman: Der Tod und das Mädchen (Roberto Miranda, Arzt) – Regie: Ekkehard Kiesewetter
- 1994: Johann Wolfgang von Goethe: Iphigenie auf Tauris (Thoas) – Regie: Marleen Stoessel
- 1997: Friedrich Schiller: Kabale und Liebe (Präsident von Walther) – Regie: Pierre Walter Politz
- 1997: William Shakespeare: Hamlet (Claudius, König von Dänemark) – Regie: Peter Rein
- 2000: Hugo von Hofmannsthal: Jedermann (Jedermann) – Regie: Dietrich Taube (auf den Erfurter Domstufen)
- 2001: William Shakespeare: Ein Sommernachtstraum (Oberon) – Regie: Pierre Walter Politz
- 2001: Friedrich Dürrenmatt: Die Physiker (Patient Herbert Georg Beutler, genannt Newton) – Regie: Dietrich Taube
- 2002: Jürgen Hofmann: Noch ist Polen nicht verloren (Josef Tura) – Regie: Karl-Heinz Krause / Matthias Winde
- 2003: Henrik Ibsen: Gespenster (Pastor Manders) – Regie: Grażyna Kania (Deutsches Nationaltheater Weimar)